# 切爾卡西夫卡 (亞戈京區)
50°20′4″N 31°44′39″E / 50.33444°N 31.74417°E
切爾卡西夫卡（烏克蘭語：Черкасівка）是位於烏克蘭北部的村莊，由基辅州鲍里斯皮尔区的亞霍滕市鎮負責管轄。該村始建於1827年，面積0.7平方公里，海拔高度121米，2001年人口219，人口密度每平方公里312.9人。